# Bässesjön
Bässesjön är en sjö i Hudiksvalls kommun i Hälsingland och ingår i Nianån-Norralaåns kustområde. Sjön är 8 meter djup, har en yta på 0,441 kvadratkilometer och är belägen 59,1 meter över havet.

## Delavrinningsområde
Bässesjön ingår i det delavrinningsområde (682186-155750) som SMHI kallar för Utloppet av Bässesjön. Medelhöjden är 135 meter över havet och ytan är 13,67 kvadratkilometer. Det finns inga avrinningsområden uppströms utan avrinningsområdet är högsta punkten. Vattendraget som avvattnar avrinningsområdet har biflödesordning 2, vilket innebär att vattnet flödar genom totalt 2 vattendrag innan det når havet efter 16 kilometer. Avrinningsområdet består mestadels av skog (89 procent). Avrinningsområdet har 0,44 kvadratkilometer vattenytor vilket ger det en sjöprocent på 3,2 procent.